# Coryrhynchus
Coryrhynchus is een geslacht van kreeftachtigen uit de klasse van de Malacostraca (hogere kreeftachtigen).

## Soorten
- Coryrhynchus algicola Stebbing, 1914
- Coryrhynchus lamelligerus (Stimpson, 1871)
- Coryrhynchus lobifrons (Rathbun, 1894)
- Coryrhynchus margaritarius (Rathbun, 1902)
- Coryrhynchus riisei (Stimpson, 1860)
- Coryrhynchus sidneyi (Rathbun, 1924)
- Coryrhynchus vestitus (Stimpson, 1871)